# Järnvägsolyckan i Kinstaby
Järnvägsolyckan i Kinstabyn inträffade på linjen Kilafors-Söderhamn klockan 18.25 måndagen 22 januari 1951 cirka 1 km norr om Kinstaby. Vid olyckan kolliderade rälsbusståget 2548 från som avgått från Söderhamns centralstation 14 minuter försenat kl 18.10 med destination Kilafors och persontåg 2539 som avgått från Kilafors med destination Söderhamns centralstation.

## Händelseförlopp
I samband med att rälsbussen 2548 (SJ Y01 469) gjorde uppehåll vid Kinstaby järnvägsstation skulle tågmöte skett med persontåg 2539. På grund av förseningen tidigarelades mötet som annars brukade ske vid Marmaverken. Föraren av rälsbussen återupptog färden mot Kilafors utan att fått avgångssignal. Tågklareraren vid Kinstaby försökte med ljussignaler och flagga stoppa rälsbussen Han ringde också första banvaktsstället efter Kinstaby men i samma stund skedde kollisionen. 
Kollisionen ägde rum i anslutning till en kraftig kurva på banan. Ånglokomotivet som drog persontåget trycktes till hälften in rälsbussen. Rälsbussen som släpades ca 300 m framför persontåget totalförstördes och delar av inredningen och några av passagerarna slungades ut på banvallen. Räddningsarbetet blev svårt. Olycksplatsen var otillgänglig, temperaturen var -24 och snödjupet 60 cm. 11 personer omkom  och 15 skadades  

## Bilder

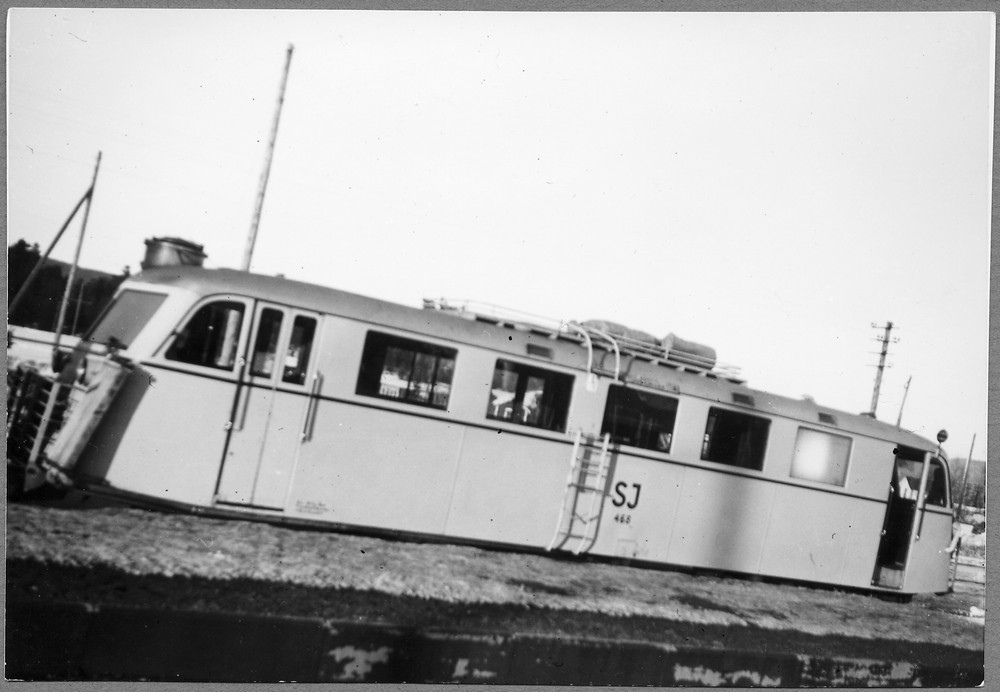
Rälsbuss SJ Y01 av samma typ som den i olyckan
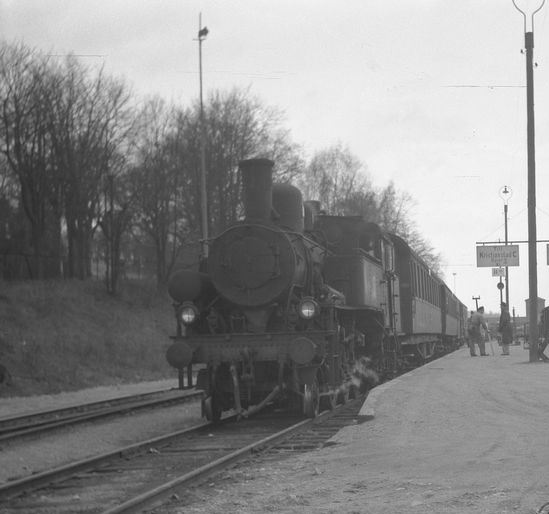
SJ J 1395